# Streptoprocne semicollaris
Streptoprocne semicollaris là một loài chim trong họ Apodidae.
Loài này sinh sống ở tây và trung bộ Mexico.